# Ann Marie Rios
Ann Marie Rios (Santa Clarita, California; 5 de septiembre de 1981) es una actriz pornográfica estadounidense con raíces costarricenses. Entró en la industria del porno en abril de 2001 a la edad de 19 años.

## Biografía
Ann estudió en la Van Mar Academy of Acting en Hollywood, y se convirtió en agente inmobiliario a la edad de 18 años, antes de unirse a la industria para adultos en abril de 2001 a la edad de 19. En 2003, diseñó AnnMarie Signature Juicer, un juguete sexual desarrollado por la empresa Phallix. En ese mismo año participó en el video musical del single de Mark Ronson, titulado "Ooh Wee", interpretando el papel de la novia del cantante Nate Dogg. e interpretó a una stripper en un capítulo de la serie de televisión Skin, emitida en Fox. Aún en 2003, firmó un contrato con la productora Metro Interactive, y en 2004 hizo su debut como director con la película Babes Illustrated 14. En 2005, después de un año sin rodar porno, agregó el apellido Ríos a su nombre artístico para resaltar su herencia latina. En julio de 2009 se convirtió en presidenta de la compañía cinematográfica Erotique Entertainment.
Ha sido presentadora de programas de radio para KSEXradio y Playboy Radio, y ha trabajado en programas de televisión para Playboy TV y Spice Networks. También ha escrito columnas para varios sitios en Internet. En 2013 publicó un libro, The Little Red Book: A Bedroom Talk Dictionary. Actualmente se encuentra retirada de la pornografía.

## Premios
- 2004 AVN Award – Best Group Sex Scene, Film – Looking In[8]